# Literatura del Perú
Se entiende por literatura peruana a las manifestaciones literarias producidas por autores de dicha nacionalidad, desde las tradiciones prehispánicas hasta el presente, lo que engloba la literatura cuzqueña, arequipeña, puneña, amazónica y de otras regiones del territorio del Perú, y que ha alcanzado mayor brillo en el siglo XX con nombres indispensables para la literatura universal, como el poeta César Vallejo o el novelista Mario Vargas Llosa. La pertenencia al canon de los cronistas de Indias es comúnmente más aceptada que otras manifestaciones paraliterarias, como la literatura infantil peruana o la literatura peruana de ciencia ficción.

## Tradición andina prehispánica
La producción literaria del período prehispánico en el territorio centro-andino (que abarca territorios de las actuales repúblicas de Perú, Ecuador, Bolivia y Chile), está especialmente vinculada al Imperio de los Incas, siendo su principal vehículo de transmisión el idioma quechua o runa simi, que los incas impusieron como lengua oficial. Los cronistas de la conquista y de la colonia han dado fe de la existencia de una literatura quechua, que se transmitió de manera oral y que se suele dividir en cortesana y popular.
- La literatura cortesana, llamada así por haberse realizado en la corte de los incas, era la literatura oficial, cuya ejecución estaba encargada a los amautas o profesores y a los quipucamayos o bibliotecarios, que usaban el sistema nemotécnico de los quipus o cordones anudados. Tres fueron los géneros principales que cultivaron: el épico, el didáctico y el dramático.
  - El género épico está representada por los poemas que expresaban la cosmovisión del mundo andino (mitos de la creación, el diluvio, etc.), así como las que relataban el origen de los incas (leyendas de los hermanos Ayar, de Manco Cápac y Mama Ocllo, etc.).
  - El género didáctico abarcaba fábulas, apólogos, proverbios y cuentos, ejemplares de los cuales han sido recogidos modernamente por diversos estudiosos.
  - El género dramático, que a decir del Inca Garcilaso, abarcaba comedias y tragedias (obviamente, buscando sus equivalentes en la cultura occidental). En realidad eran representaciones teatrales en donde se mezclaban danza, canto y liturgia. Se afirma que el famoso drama Ollantay, cuya versión escrita data de la época colonial, tendría un núcleo fundamental de origen incaico y una serie de interpolaciones posteriores enderezadas al amoldarla al teatro hispano.
- La literatura popular es la que surgió espontáneamente en el pueblo y en el campo. Abarca masivamente el género lírico, es decir, composiciones poéticas que estaban unidas a la música y la danza, y que por lo general eran entonadas en grandes masas corales, alternándose hombres y mujeres. Estas manifestaciones formaban parte del que hacer cotidiano. Funerales, fiestas, nupcias, peleas, guerras, etc. estaban enmarcados en una ritualización expresada a través del arte. Son dos sus manifestaciones principales:
  - El harawi, canción de diversos tipos (de amor, de arrepentimiento, de alegría, etc.).[1] Tenía un carácter intimista y estaba a cargo de un aeda, denominado harawec o haravicu. En la época colonial derivó en el huayno y en el yaraví.
  - El haylli, himno de alegría, se entonaba en las fiestas religiosas o en celebraciones de triunfos.[2]

Muchas de estas creaciones han llegado a nuestros días de forma diferida, plasmadas en los trabajos de los primeros cronistas (el Inca Garcilaso de la Vega recupera poesía quechua, mientras que Felipe Guaman Poma de Ayala relata el mito de las cinco edades del mundo). 

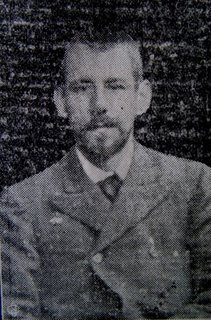
Adolfo Vienrich, autor de Azucenas quechuas.

La literatura indígena fue desconocida o relegada hasta el siglo XX. Su inclusión en el canon oficial fue lenta. Ya en su tesis El carácter de la literatura del Perú Independiente (1905), José de la Riva Agüero y Osma consideró "insuficiente" la tradición quechua como para considerarla un factor predominante en la formación de la nueva tradición literaria nacional. Posteriormente Luis Alberto Sánchez reconoció ciertos elementos de tradición y su influencia en la tradición posterior (en autores como Melgar) para dar base a su idea de literatura mestiza o criolla (hija de dos fuentes, una indígena y otra española), para lo que consulta fuentes en las crónicas coloniales (Pedro Cieza de León, Juan de Betanzos y Garcilaso).
La apertura real a la tradición prehispánica surge en las primeras décadas del siglo XX gracias al trabajo de estudiosos literarios y antropólogos que recopilaron y rescataron mitos y leyendas orales. Entre ellos se destacan Adolfo Vienrich con Tarmap pacha huaray (Azucenas quechuas, 1905) y Tarmapap pachahuarainin (Fábulas quechuas, 1906); Jorge Basadre en La literatura inca (1938) y En torno a la literatura quechua (1939); y los estudios antropológicos y folclóricos de José María Arguedas (en particular, su traducción de Dioses y hombres de Huarochirí). Los trabajos más contemporáneos incluyen a Martín Lienhard (La voz y su huella. Escritura y conflicto étnico-cultural en América Latina. 1492-1988, 1992), Antonio Cornejo Polar (Escribir en el aire. Escribir en el aire: ensayo sobre la heterogeneidad socio-cultural en las literaturas andinas. 1994), Edmundo Bendezú (Literatura Quechua, 1980 y La otra literatura, 1986) y Gerard Taylor (Ritos y tradiciones de Huarochirí. Manuscrito quechua del siglo XVII, 1987; Relatos quechuas de la Jalca, 2003).
Bendezú afirma que la literatura quechua se constituye, desde la conquista, en un sistema marginal opuesto al dominante (de vena hispánica) y postula la existencia permanente y cubierta de una tradición de cuatro siglos. Habla de una gran tradición ("enorme masa textual") marginada y dejada de lado por el sistema escritural occidental, ya que esta "otra" literatura es, como el quechua, plenamente oral.

## Colonia
El término literatura colonial (o literatura de la Colonia) hace referencia al estado del territorio del Perú del siglo XVI al siglo XIX, dependiente de la Corona española y políticamente organizado como un Virreinato.

### Literatura del Descubrimiento y la Conquista
Con la conquista española llegó al Perú el idioma castellano (mal llamado español) y las tendencias literarias europeas. Se inicia un proceso que con el tiempo dará origen a una literatura mestiza o peruana, aunque inicialmente acuse de una preeminencia hispánica.
Francisco Carrillo Espejo ha acuñado el término de literatura del descubrimiento y conquista, con el que se designa al período que abarca todas las obras escritas durante el proceso de descubrimiento y conquista del Perú, que se inicia en 1532 en Cajamarca con la captura del último Inca, Atahualpa, y finaliza con la desarticulación del Imperio Incaico. La literatura de este período, aunque no necesariamente escrita durante este marco temporal, sí se vincula a los eventos desarrollados antes o durante este.
Las primeras manifestaciones literarias fueron las coplas recitadas por los conquistadores; un ejemplo es la célebre copla escrita por un soldado durante el segundo viaje de Pizarro, quejándose ante el gobernador de Panamá de las penalidades que padecían:

Pues, señor Gobernador,
mírelo bien por entero,
que allá va el recogedor
y aquí queda el carnicero.

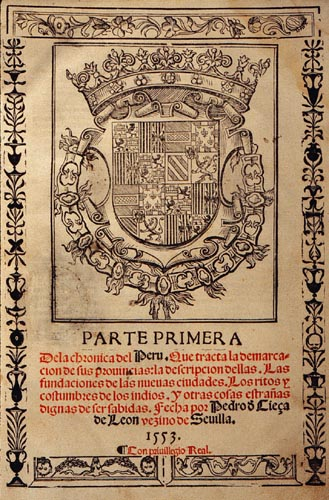
Primera página de la Chrónica del Perú de Pedro Cieza de León.

Luego aparecieron las crónicas, cartas de descubrimiento y relaciones. Particularmente, las crónicas constituyen un interesante género literario que mezcla la historia, el ensayo literario y la novela. Las primeras crónicas, escritas por los soldados y secretarios de las expediciones militares, tienen un estilo rudo y seco. Luego aparecieron otras obras mejor trabajadas, como la de Pedro Cieza de León (1518-1554), autor de la Crónica del Perú, dividida en cuatro partes: Parte primera de la Crónica del Perú, El Señorío de los Incas, Descubrimiento y Conquista del Perú y las Guerras Civiles del Perú, que constituyen el primer gran proyecto de una historia andina global. Debido a ello, algunos consideran a Cieza como el primer historiador del Perú. Finalmente, el Inca Garcilaso de la Vega, mestizo, hijo de un conquistador español y una noble inca, publicó a principios del siglo XVII sus Comentarios reales de los incas, obra que supera las exigencias de una simple crónica para convertirse en una obra maestra de la literatura, la primera escrita por un mestizo hispanoamericano.
El crítico Augusto Tamayo Vargas ha dividido a los cronistas en españoles, indígenas, mestizos y criollos.

#### Cronistas españoles
Estos se dividen en dos grupos: cronistas de la conquista y cronistas de la colonización. Este último se subdivide a su vez en pre-toledanos, toledanos y post-toledanos.

##### Cronistas de la Conquista
- Cristóbal de Mena
- Francisco de Jerez
- Pedro Sancho de la Hoz
- Miguel de Estete
- Pedro Pizarro
- Diego de Trujillo
- Alonso Borregán

##### Cronistas de la colonización
Pretoledanos
- Pedro Cieza de León
- Juan de Betanzos
- Agustín de Zárate
- Francisco López de Gómara
- Bartolomé de las Casas
- Cristóbal de Molina “el chileno”[3]
- Diego Fernández de Palencia “el Palentino”
- Fray Gaspar de Carvajal

Toledanos
- Juan Polo de Ondegardo
- Pedro Sarmiento de Gamboa

Postoledanos
- Miguel Cabello Valboa
- El padre Martín de Murúa
- Fernando de Montesinos
- El padre José de Acosta
- Fray Reginaldo de Lizárraga
- El padre Bernabé Cobo

#### Cronistas indígenas

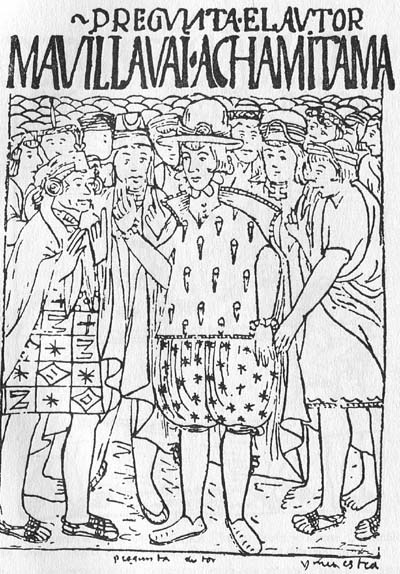
Autorretrato de Felipe Guamán Poma de Ayala, que aparece en su Nueva Crónica y Buen Gobierno.

Tres nombres se mencionan especialmente entre los cronistas indígenas, nativos o indios:
- Titu Cusi Yupanqui, uno de los incas de Vilcabamba que en 1570 escribió una Relación de cómo los españoles entraron en Perú y el subceso que tuvo Manco Inca en el tiempo que entre ellos vivió.
- Felipe Guaman Poma de Ayala, autor de una original obra ilustrada: El primer Nueva Crónica y buen gobierno (sic), escrito entre 1585 y 1615, y publicada recién en 1936. En ella presenta el proceso de destrucción del mundo andino (debido a soberbia de los incas o falla en la comunicación con los españoles), tratando de explicar y presentar una alternativa a la realidad caótica de su tiempo.
- Juan de Santa Cruz Pachacuti Yamqui Salcamaygua, perteneciente al linaje de lo collaguas, es autor de una Relación de antigüedades de este reino del Piru, escrita hacia 1620 o 1630, y publicada en 1879. Usa para expresarse un rudimentario español, fuertemente quechuizado.

#### Cronistas mestizos
- Blas Valera (1545-1597), religioso jesuita natural de Chachapoyas, cuya Historia de los incas la usaron muchos cronistas españoles e incluso el mismo Inca Garcilaso y que aparentemente se perdió en un incendio en Cádiz, durante una guerra entre españoles e ingleses.
- Cristóbal de Molina “el cuzqueño” (1529-1585) clérigo y cronista que durante mucho tiempo se creyó que era mestizo, pero en realidad fue un español natural de Andalucía,[4] Sin embargo, se compenetró tanto con la cultura andina que se le puede considerar como un mestizo cultural. Su obra principal es una Relación de las fábulas y ritos de los Incas.

Pero indudablemente el más importante cronista mestizo es el Inca Garcilaso de la Vega (1539-1616), considerado como el "primer mestizo biológico y espiritual de América", o en otras palabras, el primer mestizo racial y cultural de América, pues supo asumir y conciliar sus dos herencias culturales: la indígena americana (inca o quechua) y la europea (española), alcanzando al mismo tiempo gran renombre intelectual.  Se le conoce también como el "príncipe de los escritores del Nuevo Mundo", pues su obra literaria se destaca por un gran dominio y manejo del idioma castellano. En su obra cumbre, los Comentarios reales de los incas, publicada en Lisboa, en 1609, Garcilaso expuso la historia, cultura y costumbres de los Incas y otros pueblos del antiguo Perú. Para muchos críticos se trata del cantar de gesta de la nacionalidad peruana, que se forja precisamente con la fusión de dos herencias, la nativa y la española. Garcilaso es autor también de La Florida del Inca (Lisboa, 1605), que es un relato de la conquista española de Florida; y de la Segunda parte de los Comentarios reales, más conocida como Historia General del Perú (Córdoba, 1617), publicada póstumamente, donde el autor trata sobre la conquista y el inicio de la colonia. Con justicia se considera al Inca Garcilaso como el primer literato del Perú.

#### Cronistas criollos
Entre los cronistas criollos o americanos (nacidos en América de padres españoles) que escribieron sobre el Perú destacan:
- Pedro Gutiérrez de Santa Clara, natural de México, autor de una Historia de las guerras más que civiles que hubo en el Reino del Perú.
- El padre agustino Antonio de la Calancha (1584-1654), natural de La Plata y autor de la Corónica moralizada del orden de San Agustín en el Perú, que contiene valiosas información del pasado prehispánico.

#### Otros cronistas
Se debe mencionar también al padre jesuita italiano Giovanni Anello Oliva (¿1572?-1642), que vivió más de 40 años en el Perú, y fue autor de una Historia del reino y provincias del Perú y vidas de varones ilustres en la Compañía de Jesús de la provincia del Perú, cuya primera parte es una introducción histórica titulada: Historia del reino y provincias del Perú, de sus incas, reyes, descubrimiento y conquista por los españoles de la corona de Castilla.

### Literatura de los inicios del Virreinato
Hitos culturales importantes fueron la fundación de la Real y Pontificia Universidad de San Marcos de Lima el 12 de mayo de 1551 por Real Provisión de Carlos I de España y V de Alemania, la primera en América, y la instalación en Lima de la primera imprenta de Sudamérica, la del turinés Antonio Ricardo en 1583, instituciones que impulsaron el temprano desarrollo intelectual de los peruanos.
El primer libro publicado en la ciudad de Lima es la Doctrina Christiana y Cathecismo para la Instrucción de los Indios (1584) del impresor Antonio Ricardo, con lo que se inaugura propiamente la idea de literatura peruana. Este primer catecismo es publicado en castellano, quechua y aimara. Durante las décadas anteriores, ya se había establecido el sistema de reducciones producto de las reformas del virrey Francisco de Toledo (1569-1581) que separaron la sociedad colonial en dos repúblicas, república de indios y república de españoles (es el período en el que se realizaron la mayor cantidad de extirpación de idolatrías). También se promulgaron las Leyes de Indias que establecían lo siguiente:

“que no se imprima, ni vse Arte, ni Vocabulario de la lengua de los Indios, sin estar aprobado conforma á esta ley”; “que no se consientan en las Indias libros profanos y fabulosos. Porque de llevarse á las Indias libros de Romance, que traten de materias profanas, y fabulosas y historias fingidas se siguen muchos inconvenientes (…) que ningun Español, ni Indio los lea”; “que se recojan los libros de Hereges, y impida su comunicación. Porqve los Hereges Piratas con ocasion de las presas y rescates han tenido alguna comunicacion en los Puertos de Indias, y esta es muy dañosa á la pureza con que nuestros vasallos creen y tienen a la Santa Fé Catolica por los libros hereticos y proposiciones falsas, que esparcen y comunican á gente ignorante.”
Leyes de Indias, Libro I, título XXIVcolor

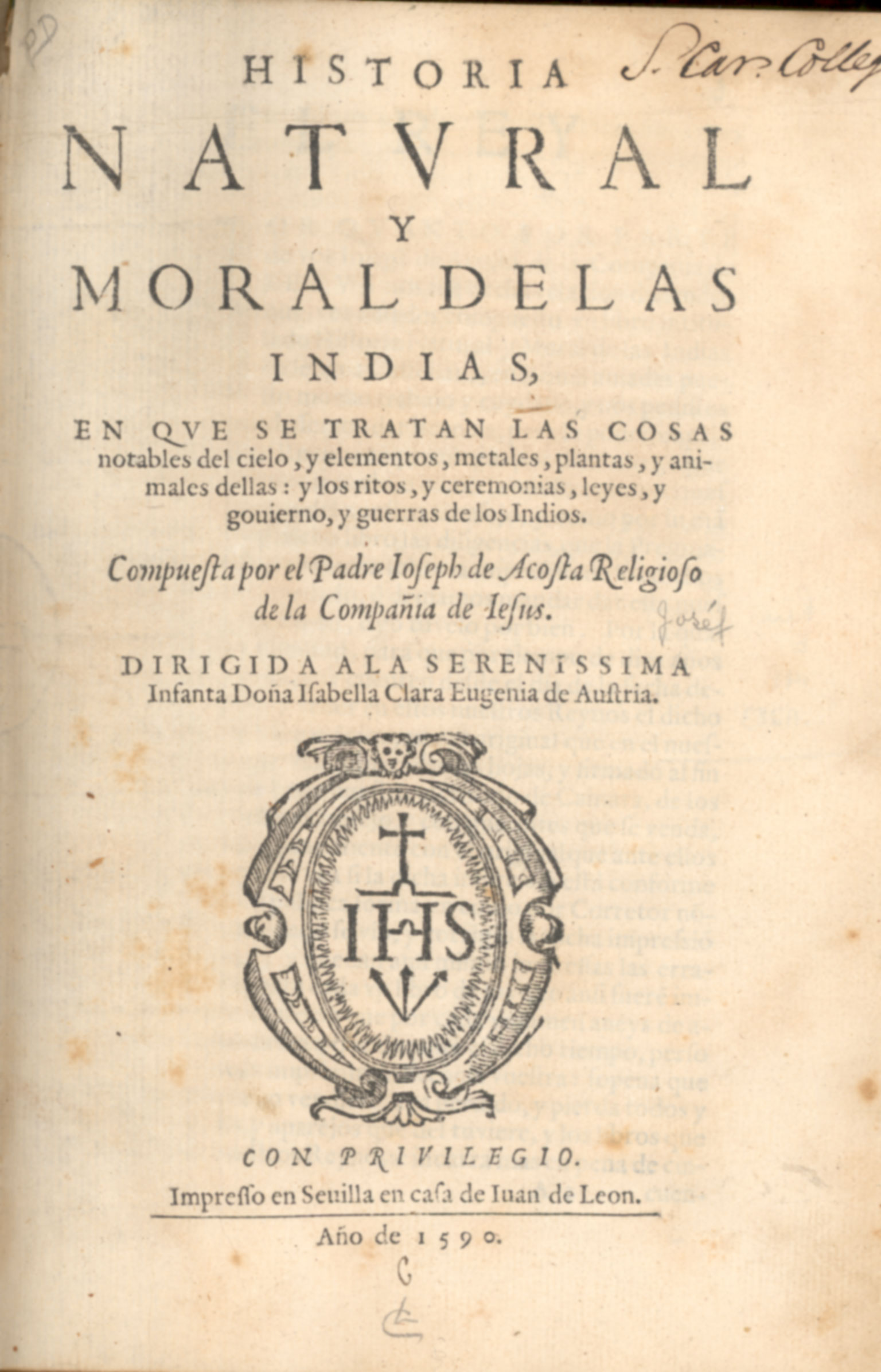
Primera página de la Historia natural y moral de las Indias del padre jesuita José de Acosta.

Estos dos factores determinan que la inicial producción literaria en la Colonia se limite a círculos de influencia principalmente hispánica, producida en las grandes ciudades por hijos de españoles (españoles americanos). La literatura se cultiva en círculos ilustrados, estrechamente vinculados con la Iglesia (que imparte la educación entre las élites sociales, ya que todos los colegios y convictorios estaban dirigidos por órdenes religiosas). De la Iglesia es precisamente el padre José de Acosta, quien presta mayor atención al mundo americano ya que, junto a sus reflexiones religiosas y teológicas, encontramos una clara preocupación por la geografía y fisiología de los pueblos naturales del Perú. Acosta representa un momento en el que los estándares estéticos renacentistas están aún presentes en la escena literaria. En 1586 publica Peregrinación de Bartolomé Lorenzo, en 1588 De Natura Novi Orbis et De Promulgation Evangelii apud barbaros, sive de Procuranda indorum salute (De la naturaleza del nuevo mundo...) y en 1590 su obra más conocida: Historia natural y moral de las Indias.

### Clasicismo (mediados delsigloXVIy comienzos delsigloXVII)
La literatura del llamado Siglo de oro español, se refleja también en la América española, especialmente en el campo de la poesía lírica y épica. Se trata de una literatura erudita, de refinadas formas, ceñida a los moldes clásicos (clasicismo). Los autores más relevantes que se desenvolvieron en el Perú bajo esta tendencia, son los siguientes:
- Diego de Hojeda (¿1571?-1615), poeta sevillano, ordenado sacerdote en el Perú en 1591, es autor de La Cristiada (1611), primer poema épico-místico escrito en América, en octavas.
- Clarinda, seudónimo de la autora o autor del Discurso en loor de poesía, poema en tercetos, que apareció en el Parnaso Antártico (1608) de Diego Mexía de Fernangil.
- Amarilis, seudónimo de la autora o autor de la Epístola a Belardo, escrita en silva, dirigida a Lope de Vega y que éste reprodujo en La Filomena (1621).
- Diego Mexía de Fernangil (¿1565?-1634), es autor de la primera parte del Parnaso Antártico (1608). La segunda parte no llegó a publicarse y permaneció inédita hasta el siglo XX.

### Barroquismo (sigloXVII)

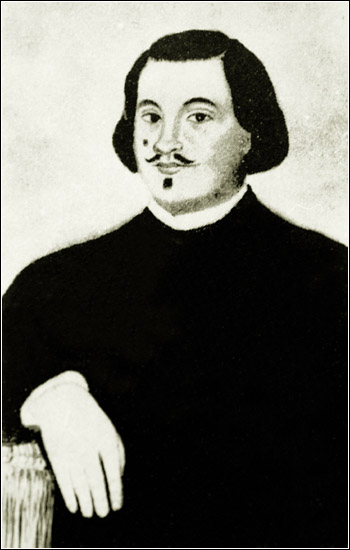
Juan de Espinoza Medrano, el Lunarejo.

Siguiendo la tendencia dictada desde Europa, la literatura peruana adopta el estilo del barroco (conceptismo y culteranismo). Se tiende a recargar el lenguaje literario con muchos recursos estilísticos y se hace gala de erudición. La figura cumbre del barroquismo peruano fue El Lunarejo.
- Juan de Espinoza Medrano llamado "El Lunarejo" (¿1630?-1688), clérigo, predicador, escritor y humanista mestizo, nacido en el pueblo de Calcauso (Apurímac). Autor de piezas dramáticas religiosas, sermones y del Apologético en favor de D. Luis de Góngora, príncipe de los poetas líricos de España (1662), brillante defensa de la lírica de dicho poeta español, cumbre del culteranismo. De manera póstuma se editó una selección de sus sermones bajo el título de La novena maravilla (1695).
- Juan del Valle y Caviedes (1652 o 1654-después de 1696), poeta satírico y costumbrista, nacido en España, pero que vivió mayormente en el Perú. Destaca su poesía festiva y satírica, a través de la cual hace una dura crítica del medio social. También cultivó la poesía mística y de arrepentimiento. Su obra poética fue recopilada y editada mucho tiempo después de su muerte, bajo el título de Diente del Parnaso.

Podemos mencionar también a Lorenzo de las Llamosas (c.1665-c.1705), quien después de unos pocos años de permanencia en el Virreinato del Perú, viaja a España donde desarrolla actividades en la Corte del Rey, como militar y al mismo tiempo como autor de obras de teatro y didácticas.

### Afrancesamiento y Neoclasicismo (sigloXVIII)

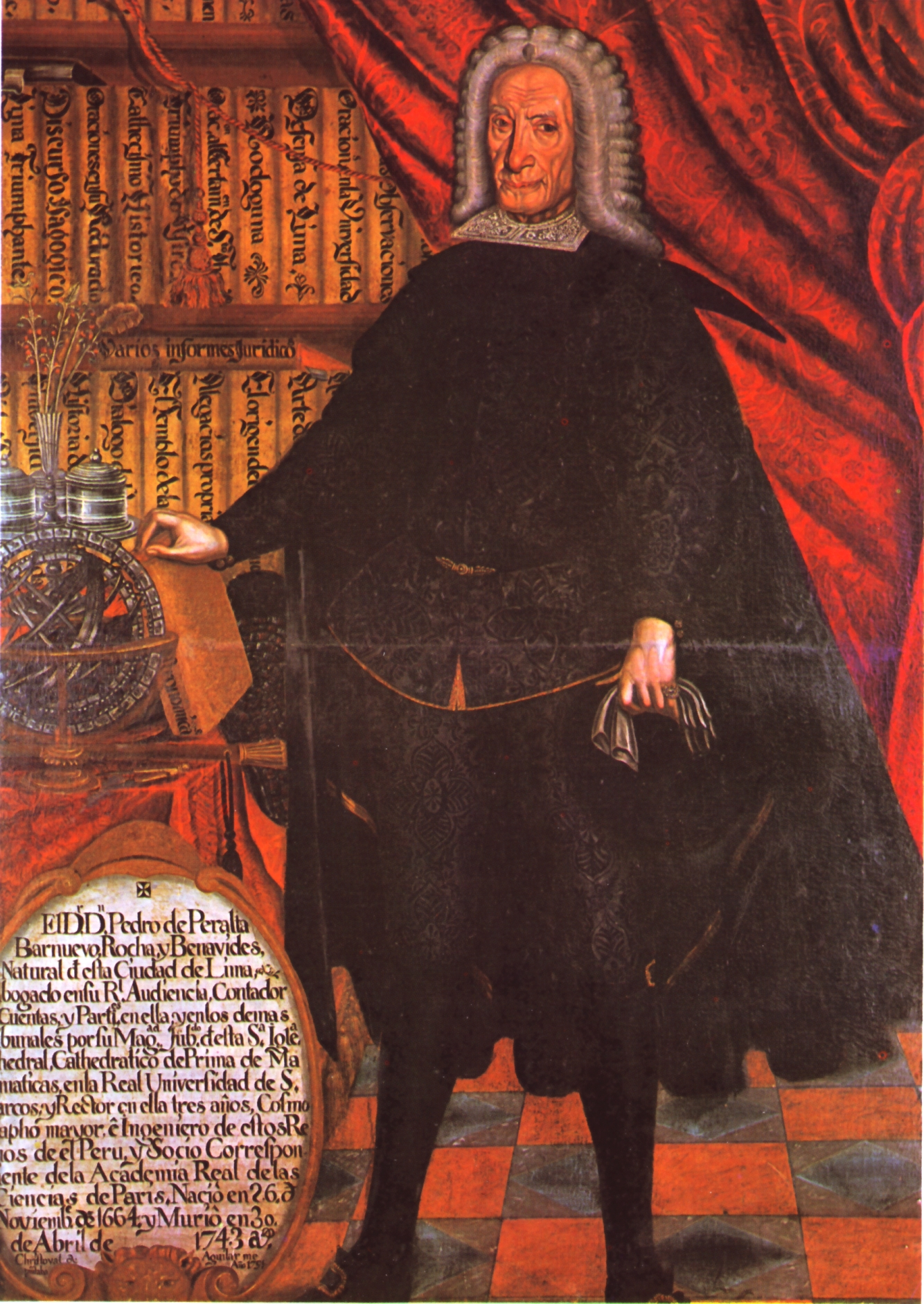
Pedro Peralta y Barnuevo, poeta, erudito y científico limeño; por su vasto saber ha merecido el apelativo de Doctor Océano.

En la segunda mitad del siglo XVII, la literatura en Europa, bajo influjo de las letras francesas, tendió a volver a los moldes clásicos, aunque en las colonias españolas siguió preponderando el barroquismo. No obstante, a comienzos del siglo XVIII, coincidiendo con la instauración de la dinastía borbónica en España, los escritores de habla hispana tienden a “afrancesarse”. Surgen las Academias literarias, a imitación de las de Francia, como la llamada Academia de Palacio fundada por el virrey del Perú Marqués de Castell dos Rius (1707-1710). Entre los académicos de Palacio destacan los siguientes:
- Luis Antonio de Oviedo y Herrera, conde de la Granja (1636-1717), poeta y autor teatral, miembro de autor de los libros poemáticos: La vida de Santa Rosa (1711) y Poema sacro de la pasión (1717).
- José Bermúdez de la Torre y Solier (1661-1746) poeta limeño, autor del poema Telémaco en la isla de Calipso; fue además jurisconsulto, así como rector de la Universidad de San Marcos de Lima.
- Pedro Peralta y Barnuevo (1664-1743), poeta, erudito y científico limeño, la figura literaria más destacada de la primera mitad del siglo XVIII. Su obra que abarcó diversos campos del saber, siendo autor de tragedias y sainetes que pueden considerarse precursores del costumbrismo. Entre sus obras destaca Lima Fundada (1732), poema épico de gran aliento, en diez cantos, 1183 octavas reales y un total de 9464 versos endecasílabos. Sin embargo, son sus obras teatrales las que han despertado más el interés de la crítica moderna.

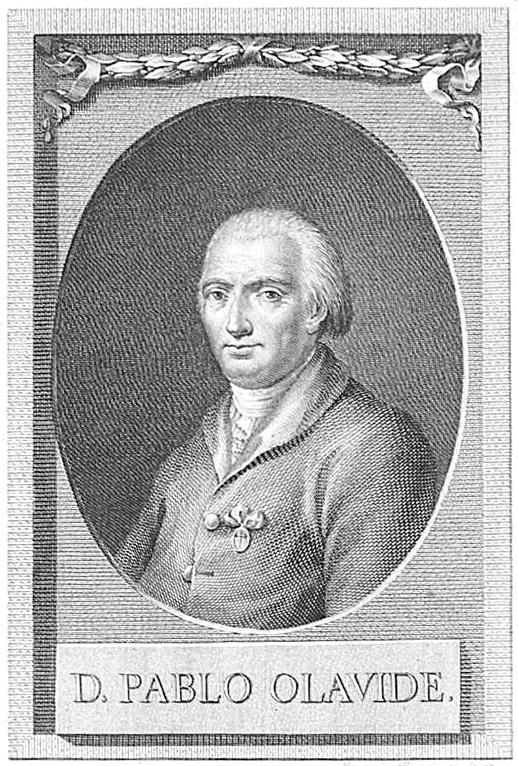
Pablo de Olavide.

El Neoclasicismo irrumpe en la segunda mitad del siglo XVIII y fue desplazando progresivamente al barroquismo. Se trata de una vuelta a las normas del clasicismo, en oposición al estilo recargado del barroquismo, así como una tendencia a la actitud pedagógica. Este movimiento se desarrolló juntamente con la expansión de las ideas liberales surgidas en Francia, que tanto habrían de influir en el desarrollo de la revolución separatista de Hispanoamérica.
La figura más conspicua del afrancesamiento literario en la segunda mitad del siglo XVIII fue Pablo de Olavide (1725-1803), escritor, traductor, jurista y político, nacido en Lima, pero que desenvolvió su carrera en España. Su casa en Madrid se convirtió en un destacado centro de tertulia cultural. Influido por la ilustración francesa, profesó inicialmente las ideas liberales. Acusado de herejía, fue encarcelado por la Inquisición. Reconciliado con la religión, publicó El Evangelio en triunfo (1797); Poemas cristianos; y Salterio español (1799). Ya en el siglo XX fueron exhumadas las obras de su periodo afrancesado, de género dramático y narrativo, siendo este último el que ha concitado el interés de la crítica moderna, pues se tratan de novelas cortas, que harían a Olavide precursor de dicho género literario.
Mientras que en el Perú se desenvuelven por esa época poetas y escritores satíricos criollos, cercanos al costumbrismo:
- Fray Francisco del Castillo Andraca (1716-1770), conocido como "El ciego de La Merced", fraile, dramaturgo y poeta, sin duda el mejor autor teatral de la colonia y entre cuyas obras destacan La conquista del Perú, una de las primeras en ofrecer una perspectiva crítica de la conquista del Perú; Todo el ingenio lo allana; Mitridates, rey del Ponto; el entremés Del justicia y litigantes. Este fraile pertenecía a la Orden de la Merced y no debe ser confundido con el sacerdote jesuita Francisco del Castillo S.J. (1615-1673), quien vivió y trabajó también en Lima, pero un siglo antes.
- Alonso Carrió de la Vandera (1714 o 1716-1783), que bajo el seudónimo de Concolorcorvo, escribió el Lazarillo de ciegos caminantes, libro que durante bastante tiempo fue erróneamente atribuido a Calixto Bustamante Carlos Inca y que trata de un viaje realizado entre Lima y Buenos Aires.
- Esteban Terralla y Landa, poeta satírico que usó el seudónimo de Simón Ayanque para publicar su libro Lima por dentro y fuera (1797).

A fines del siglo XVIII y coincidiendo con el fin del mandato del virrey Manuel Amat y Juniet, se representó en las gradas de la catedral de Lima un drama, el Drama de los palanganas: veterano y bisoño, que es una crítica despiadada contra el gobierno y la persona de este virrey, en particular sus amoríos con La Perricholi. El texto ha sido rescatado por el crítico literario Luis Alberto Sánchez.

### Emancipación (siglosXVIIIyXIX)

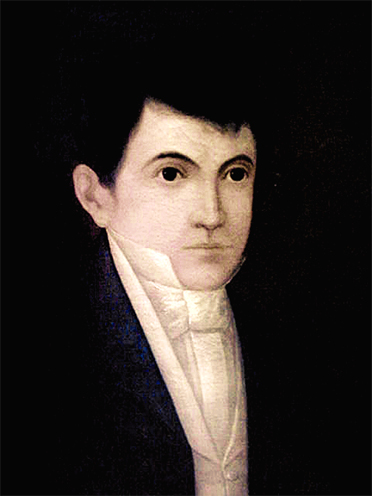
Mariano Melgar.

El último periodo de la literatura colonial abarca desde fines del siglo XVIII hasta comienzos del siglo XIX, en esta época surgió la idea de la libertad y los hechos que marcaron una influencia son: La Revolución Francesa que ocurrió en 1789 además de la Independencia de EE. UU. en 1776. Se desarrolló en un contexto de la Revolución de Túpac Amaru II en 1780 y concluirá este movimiento con el levantamiento del pueblo peruano debido a la dictadura de Simón Bolívar; y la Proclamación de la Independencia el 28 de julio de 1821.
Sobresalen, al estilo de los enciclopedistas franceses, los redactores del Mercurio Peruano, la primera gran revista americana, quienes se agrupan en la llamada Sociedad de Amantes del País. Entre ellos destacan Hipólito Unanue, Toribio Rodríguez de Mendoza, José Baquíjano y Carrillo, entre otros.
Los temas que se utilizaron en esta literatura fueron: la libertad, objetivo de todos los indígenas; la patria, antiespañola y separatista; y el sentimiento indígena.
En el campo de la lírica destaca el arequipeño Mariano Melgar (1791-1815), en cuyos versos se prefigura el romanticismo y muestra un mestizaje entre la poesía culta y las canciones populares indígenas. Aunque su obra se enmarca más dentro de la época republicana, y consta de Carta a Silvia (1827) y Poesías (1878). Se sumó a la revolución independentista en 1814 y murió fusilado. Este poeta recibió el apodo de "El precursor del Romanticismo literario en América" y "Representante del primer momento auténtico de la literatura peruana".
Otro representante de la poesía de la Emancipación es José Joaquín Olmedo (1780-1847), nacido en Guayaquil cuando este pertenecía al Perú. Fue diputado ante el primer Congreso de la República del Perú y ministro plenipotenciario del Perú en Inglaterra. Su poema fundamental es Oda a la victoria de Junín, versos épicos de corte neoclásico que cantan el triunfo obtenido por Bolívar en la batalla de Junín.
En el campo de la literatura política descuella el tribuno José Faustino Sánchez Carrión (1787-1825), defensor del sistema de gobierno republicano y autor de la Carta del Solitario de Sayán.
Es necesario también mencionar al clérigo limeño José Joaquín de Larriva (1780-1832) poeta, escritor y periodista, apodado el “cojo Larriva”. Escritor satírico y muy mordaz, según Porras Barrenechea fue el “primer poeta cómico” del Perú. Actualmente se le recuerda más por las letrillas que escribiera contra el Libertador Bolívar, aunque en su tiempo fue muy popular y celebrado por sus oraciones fúnebres y laudatorias, y sus artículos periodísticos, además de sus improvisaciones poéticas. Es considerado precursor del costumbrismo literario peruano.

## República

### SigloXIX
Las primeras corrientes literarias del Perú independiente fueron el costumbrismo y el romanticismo. Ya en el último tramo del siglo, se desarrolló el realismo.

#### Costumbrismo

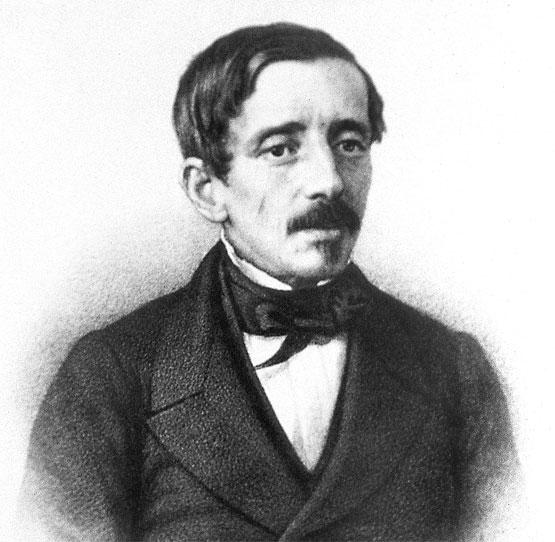
Felipe Pardo y Aliaga.

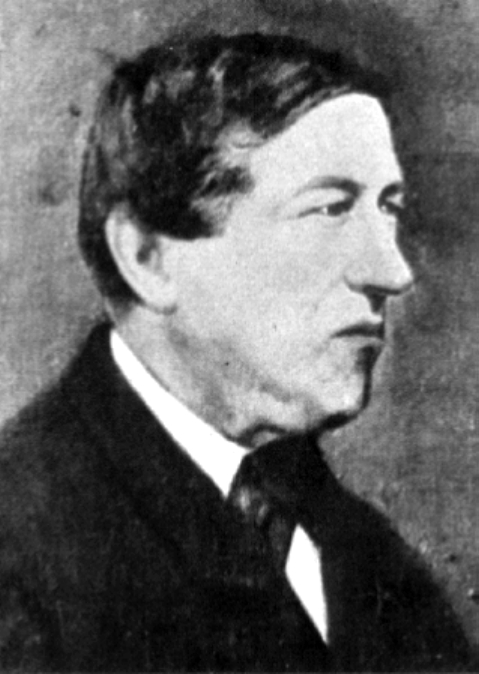
Manuel Ascencio Segura y Cordero.

El costumbrismo fue una corriente literaria cuyos cultivadores prestaban más atención a las costumbres de los pueblos, tanto para festejarlas, como para criticarlas o ridiculizarlas, a través de géneros diversos (comedias, letrillas, sainetes, etc.). En el Perú comienza hacia 1830, coincidiendo con el periodo fundacional de la República y se prolonga hasta los años 1850.
Al período costumbrista peruano pertenecen dos poetas satíricos y dramaturgos cómicos, ambos limeños, pero de espíritu contrapuesto:
- Felipe Pardo y Aliaga (1806-1868). Examinó y juzgó con severidad la realidad peruana a través de sus comedias y artículos costumbristas; entre estos últimos es más celebrado y recordado el titulado Un viaje, más conocido como El viaje del niño Goyito. En poesía destacan sus letrillas y epigramas, siendo las más reproducidas: "La jeta del guerrero" y "A mi hijo en sus días". En el campo dramático solo escribió tres comedias: Frutos de la educación, Una huérfana en Chorrillos y Don Leocadio y el aniversario de Ayacucho. Fue severo crítico de las costumbres populares que consideraba bárbaras y repelentes. También orientó sus críticas hacia los hábitos de los políticos, la falta de civismo y la ambición personalista de los gobernantes.
- Manuel Ascencio Segura (1805-1871), considerado el mayor dramaturgo nacional del siglo XIX, es quien retrata mejor los tipos populares de Lima. Mientras Felipe Pardo era un hombre de ideas aristocráticas y defensor de la colonia española, Segura representó los valores democráticos de la nueva sociedad peruana, lo que se refleja en el sabor criollo de sus comedias costumbristas. Es autor de 17 piezas teatrales, entre las que destacan Ña Catita,  La Pepa, El sargento Canuto, La saya y el manto, Lances de Amancaes, Las tres viudas. En el campo de la lírica son muy recordados sus poemas: "A las muchachas" y La Pelimuertada.

De esta época es importante destacar también a los siguientes autores:
- Narciso Aréstegui (1818 o 1820-1869), cuzqueño, autor de la novela El padre Horán (1848), considerada la primera novela de la literatura peruana y una de las primeras novelas sudamericanas en lengua castellana. Es también considerado como uno de los grandes precursores del indigenismo en el Perú.
- Flora Tristán (1803-1844), escritora peruano-francesa, nacida en París, autora de Peregrinaciones de una paria, un diario de su viaje por Perú (entre 1833 y 1834) adonde llegó reclamando la herencia paterna. Es un libro fundamental para conocer de cerca los avatares de la incipiente República Peruana, cuyas prácticas y costumbres fueron analizadas detenidamente por la autora.  Escribió además la novela Mephis.
- Manuel Atanasio Fuentes, conocido como El murciélago (1820-1889), escribió Aletazos del murciélago (3 vols., 1866) y Lima: apuntes históricos, descriptivos, estadísticos y de costumbres (1867, en ediciones española, francesa e inglesa).

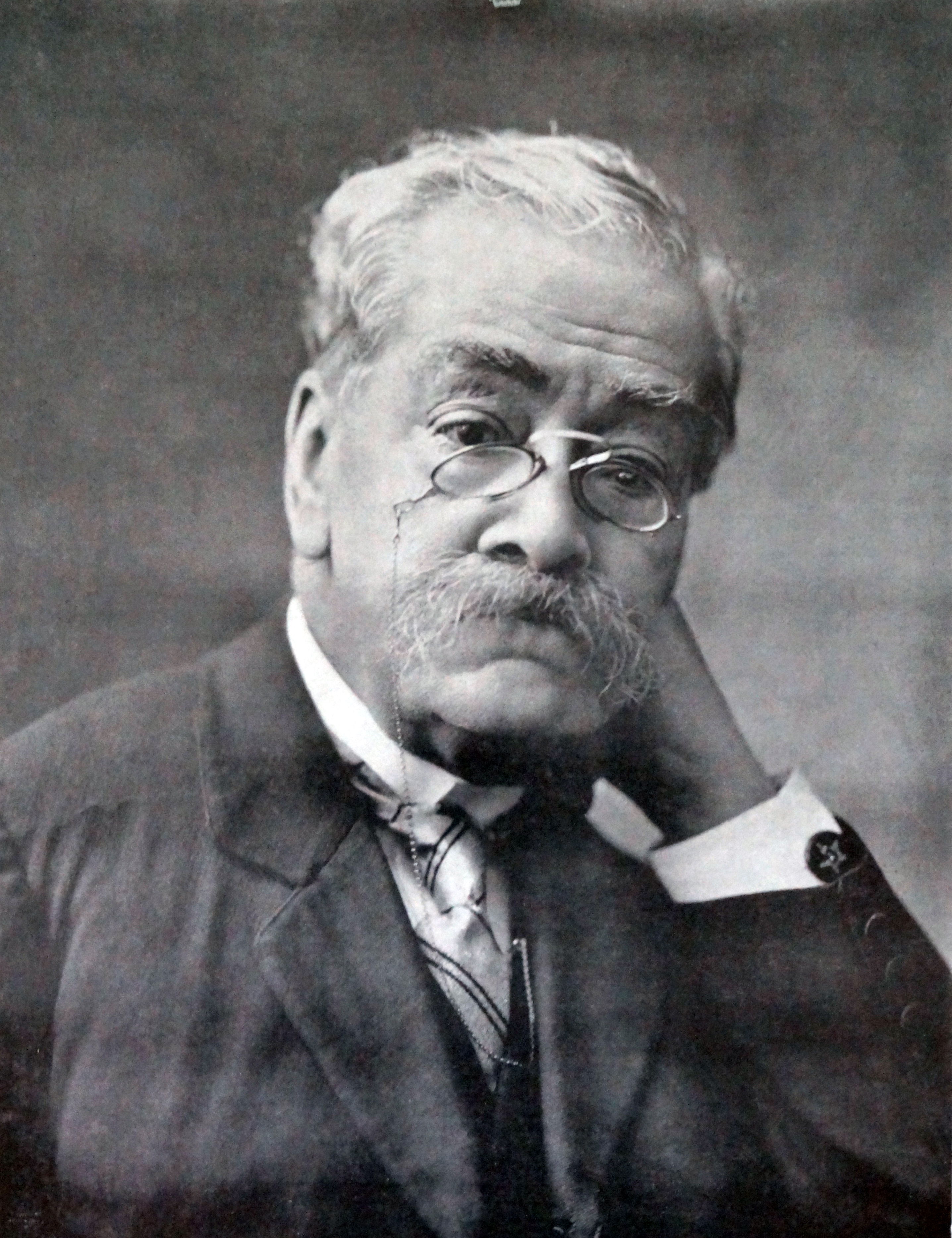
Ricardo Palma.

Cercana al costumbrismo está la obra de Ricardo Palma (1833-1919), escritor limeño, autor de las célebres Tradiciones peruanas, la obra más conocida del siglo, en la que a través de una serie de tradiciones —género inventado por él, que combina elementos de historia con fabulaciones propias—, narra la historia de Lima y del Perú durante las épocas incaica, colonial y republicana. Escritas entre 1860 y 1914, una edición definitiva fue compilada por Angélica Palma, la hija del tradicionista, en seis volúmenes (1923-1925).

#### Romanticismo
El romanticismo, proveniente de Europa, llegó al Perú con retraso, hacia los años 1840, y se prolongó por el resto del siglo, aunque decayó tras la Guerra del Pacífico, para dar pase al Realismo. Los textos de los románticos peruanos fueron, por lo general, artificiales y abusaron del sentimentalismo. Las obras de teatro frecuentemente cultivaron el mismo sentimiento y exageraron los enredos de modo inverosímil; si bien algunas tuvieron éxito en su momento, hoy están olvidadas. Dos representantes del romanticismo peruano, sin embargo, han sobrevivido literariamente, por la calidad de sus obras: Ricardo Palma y Carlos Augusto Salaverry, pertenecientes a la llamada generación de la bohemia.
- Ricardo Palma (1833-1919), del cual ya mencionamos sus celebradas Tradiciones peruanas. Cultivó otros géneros, como la poesía, destacando en este campo sus poemarios: Poesías, Juvenilia, Armonías, Pasionarias, Cantarcillos, Filigranas, Nieblas y sobre todo Verbos y gerundios, obras que expresan sentimientos románticos o una actitud burlona ante ciertos aspectos de la realidad. De crítica literaria es su libro La bohemia de mi tiempo, autobiografía y relación de los escritores románticos. También escribió una obra filológica: Papeletas lexicográficas. De su pluma se conserva asimismo una obra teatral: Rodil.

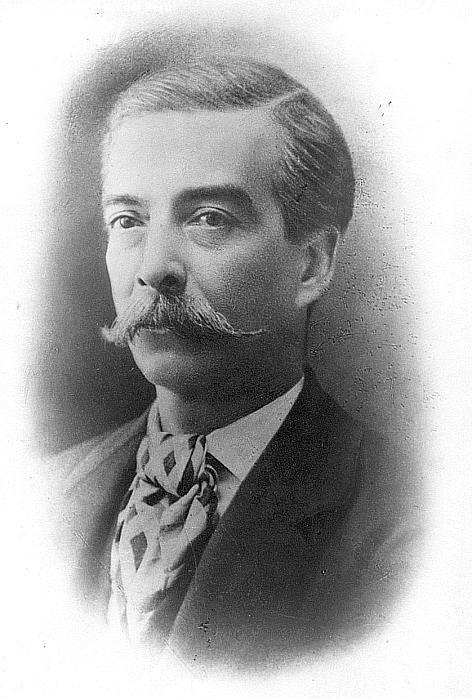
Carlos Augusto Salaverry.

- Carlos Augusto Salaverry (1830-1891), considerado el mejor poeta lírico peruano del siglo XIX, era hijo de Felipe Santiago Salaverry, el caudillo de los primeros años de la República que muriera fusilado en 1836. Su obra poética se reúne en cuatro libros: Diamantes y perlas, Albores y destellos, Cartas a un ángel y Misterios de la tumba. Su poesía se singulariza por la dulzura melancólica de su alma apasionada, por el elegante pesimismo de su actitud ante la vida y por la emoción colorista que anima su intimidad desgarrada. Su poema “Acuérdate de mi” (inserto en Cartas a un ángel) es infaltable en toda antología poética.

Al romanticismo pertenecen también los siguientes poetas, escritores y dramaturgos: 
- Manuel Nicolás Corpancho (1830-1863), limeño, autor del drama El poeta cruzado, alabado en su tiempo y olvidado actualmente. Murió durante un incendio ocurrido en la nave en que viaja en el golfo de México, cuando regresaba de una misión diplomática.
- José Arnaldo Márquez (1832-1903), limeño, representante de la poesía romántica peruana en su vertiente filosófica y social. Supo armonizar el sentimiento individualista romántico con las inquietudes humanitarias de su tiempo y una precursora adhesión a los ideales socialistas. Fue también ensayista, maestro, periodista, traductor, diplomático, militar y viajero.
- Luis Benjamín Cisneros (1837-1894), limeño, autor del drama Alfredo el Sevillano; las novelas: Amor de niño: juguete romántico, Julia o escenas de la vida en Lima y Edgardo o un joven de mi generación; y de las obras líricas: A la muerte del rey don Alfonso XII, Aurora y amor y De libres alas (esta última compilación póstuma).
- Clemente Althaus (1835-1881), limeño, hijo de un oficial alemán llegado en la época de la independencia. Entre sus obras destacan: Poesías varias, Obras poéticas, Poesías patrióticas, Antioco (drama). Se destacó también como traductor.
- Acisclo Villarán (1841-1927), escritor limeño, fundador del Club Literario (1875) que luego se convirtió en el Ateneo de Lima. Autor de una obra fecunda y versátil, de la que destacamos: El triunfo del Perú, La corona de laureles, El cura de Locumba, El guerrero del siglo, Nieblas y auroras, Siluetas republicanas, La poesía en el imperio de los incas, etc.
- Pedro Paz Soldán y Unanue (1839-1895), escritor limeño, conocido por su seudónimo de Juan de Arona. Autor de poesías y comedias, fue también ensayista, traductor y filólogo, siendo su obra más notable el Diccionario de peruanismos (1883-1884).

#### Realismo y naturalismo

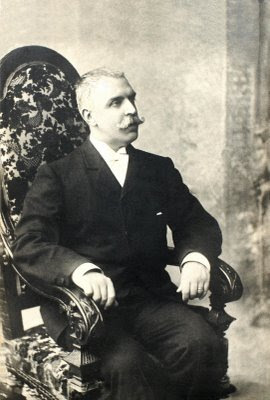
Manuel González Prada.

Tras la guerra del Pacífico (1879-1883) hay una reacción contra el romanticismo, liderada por el intelectual Manuel González Prada (1844-1918), quien cultivó una poesía que por su temática estetizante y la introducción de nuevas formas métricas fue un claro precursor del modernismo. De entre sus obras en prosa se deben mencionar: Pájinas libres y Horas de lucha, libros en las que hace una furibunda crítica a la clase política, responsable, según él, de la catástrofe bélica. No se salvan tampoco de sus dardos las instituciones religiosas y los literatos de su tiempo. Su postura hipercrítica en el terreno de las ideas y de la literatura le granjeó no pocos enemigos y le metió en variopintas polémicas periodísticas.
Se desarrolló también, de un modo bastante tenue, el realismo en la novela, que toma vuelo a partir de entonces en el Perú.
Una característica resaltante en este período es el surgimiento de un grupo de escritoras. Muchas de ellas —habiendo perdido a sus cónyuges e hijos mayores en la guerra con Chile— tuvieron que ganarse la vida por sí mismas, y cultivaron su vocación literaria a través de tertulias. La principal fue la de la argentina Juana Manuela Gorriti, en las que se discutía sobre los problemas sociales y sobre la influencia de las formas europeas. Escribieron novelas que en cierto modo pueden calificarse como realistas. Tal es el caso de:
- Mercedes Cabello de Carbonera (1845-1909), nacida en Moquegua, fue la iniciadora de la novela realista peruana. Escribió seis novelas de contenido social e intención crítica, siendo las más exitosas Blanca Sol (1888), Las consecuencias (1890) y El conspirador (1892). Escribió también numerosos artículos y ensayos publicados en la prensa, sobre temas literarios y sociales; en especial abogó por la emancipación de la mujer, por lo que se cuenta entre las primeras feministas del Perú. Fue incomprendida en su tiempo, siendo blanco de las críticas de autores masculinos como Juan de Arona y Ricardo Palma. Ello lo empujó a aislarse. Por si fuera poco, empezó a padecer las secuelas de una sífilis que le contagió su propio esposo, siendo recluida en un manicomio, donde falleció.
- Clorinda Matto de Turner (1852-1909), novelista, tradicionista y periodista cuzqueña, precursora o fundadora del indigenismo literario. Autora de Tradiciones cuzqueñas y de las novelas Aves sin nido (1899), Índole (1891) y Herencia (1893). La más destacada y polémica de sus obras es Aves sin nido, donde expone la situación del indígena que sufre los abusos de las autoridades religiosas y políticas. Aunque su técnica y estilo sean deficientes, la obra concitó el interés no solo en el Perú, sino en América y Europa.
- María Nieves y Bustamante (1861-1947), natural de Arequipa, es autora de la novela histórica Jorge, el hijo del pueblo (1892), ambientada en la guerra civil de 1856-1858, es un canto épico que resalta el espíritu guerrero del pueblo arequipeño.

### SigloXX

#### Modernismo

José Santos Chocano.

El modernismo se desarrolló en el Perú a partir del poema «Al amor» de Manuel González Prada, publicado en el diario El Comercio en 1867, donde el autor fusiona un conjunto de géneros poéticos provenientes de Europa, dando como resultado el triolet. Esta tendencia, resultado del cosmopolitismo que vivía el Perú, pronto se desarrolló en otras partes de América Latina: en Cuba con José Martí; en Nicaragua con Rubén Darío; en Argentina con Leopoldo Lugones; en Uruguay con Julio Herrera y Reissig; en México con Manuel Gutiérrez Nájera.
A pesar de sus tempranos antecedentes con González Prada, el modernismo alcanzó en el Perú un pleno desarrollo tardíamente, a inicios del siglo XX. De entre todos sus representantes descuella el poeta limeño José Santos Chocano (1875-1934), conocido como «El Cantor de América», considerado uno de los poetas hispanoamericanos más importantes, por su poesía épica de tono grandilocuente, que gusta de la retórica y de la descripción de paisajes, con gran sonoridad y colorido, estando más próxima a Walt Whitman y al romanticismo. También produjo poesía lírica de singular intimismo. Todas sus creaciones poéticas están trabajadas con depurado formalismo y se inspira mayormente en los temas, los paisajes y la gente de su país y de América en general. Principales obras: Iras santas (1895), En la aldea (1895), Selva virgen (1896?), La epopeya del morro (1899), El canto del siglo (1901), Alma América (1906), Fiat Lux (1908), Primicias de oro de Indias (1934), Oro de Indias (1940-1941). Su vida fue muy novelesca y aventurera, ligada a la de los dictadores y caudillos latinoamericanos de su tiempo. Durante el Oncenio de Leguía sostuvo una polémica pública con el joven escritor Edwin Elmore, a quien en un arranque de ira asesinó disparándole a quemarropa. Tras sufrir un breve encierro, partió hacia Chile, donde murió asesinado a manos de un esquizofrénico.

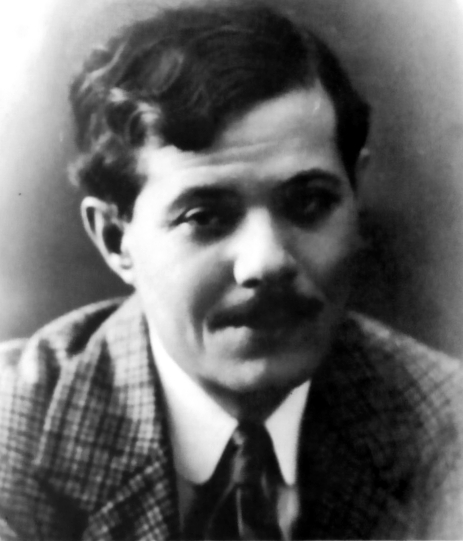
Leonidas Yerovi.

Dentro del modernismo peruano también debemos destacar a los siguientes poetas:
- Leonidas Yerovi (1881-1917), poeta y dramaturgo festivo, nacido en Lima. Murió asesinado frente al local del diario La Prensa de Lima, a manos de un ciudadano chileno. A pesar de su prematura muerte, cuando aún no había cumplido los 36 años de edad, dejó una notable producción poética en la que “mezclaba el léxico y las formas modernistas con la sal y la picardía criollas”. (Tamayo Vargas). Se puede decir que fue el vulgarizador del modernismo, el que lo llevó a las clases populares. También es autor de una muy celebrada obra teatral que le convierte en una de las figuras cumbres de la dramaturgia peruana de comienzos del siglo XX.
- Alberto Ureta (1885-1965), poeta y catedrático, autor de poemas de tono reflexivo y melancólico. Obras: Rumor de almas (1911), El dolor pensativo (1917). Posteriormente publicó: Las tiendas del desierto (1933), Diario íntimo (1933) y Elegías de la cabeza loca (1937). Fue también un diplomático divulgador de la cultura peruana.
- Enrique Bustamante y Ballivián (1883-1937), poeta limeño, uno de los más finos e intelectuales del Perú, a decir de Luis Alberto Sánchez. Fue amigo y compañero de Abraham Valdelomar, sobre quien ejerció gran influencia. Aunque se formó bajo el modernismo, mantuvo sin embargo una personalidad poética alejada de compromisos colectivos. Su poemario Antipoemas (1926) constituye una transición hacia el vanguardismo.
- Felipe Sassone (1884-1959), poeta limeño, autor de una poesía hedonista, musical y plástica. Obras principales: La canción del bohemio, La espuma de Afrodita, Vórtice de amor. También se dedicó al teatro, y entre las muchas piezas que escribió, figuran las siguientes: A campo traviesa, La señorita está loca y Volver a vivir.
- José Fiansón (1870-1952), poeta limeño, que, a decir del crítico Manuel Beltroy, fue el exponente más avanzado del modernismo en el Perú. Su poema Foederis Arca es considerado como uno de los mejores, sino el mejor, del modernismo peruano. En sus últimos años se estableció en Chosica, a la que cantó en versos eglógicos. Su fecunda obra se halla dispersa.

Una importante rama del modernismo peruano fue la llamada Generación del 900, conocida también como la generación “arielista” (llamada así por inspirarse en las ideas del escritor uruguayo Enrique Rodó, el autor de Ariel, que abogaba por la europeización de Hispanoamérica y la formación de elites intelectuales que se encargaran de su dirección). Sus miembros manejaban una prosa elegante y ahondaban particularmente en las raíces de la historia nacional, con tendencias hacia el idealismo (Tamayo Vargas). Fueron sus principales representantes:
- José de la Riva Agüero y Osma
- Francisco García Calderón Rey
- Ventura García Calderón
- Víctor Andrés Belaúnde
- José Gálvez Barrenechea

En ese ambiente impregnado de modernismo surgió una figura insular: José María Eguren (1872-1942), poeta limeño que abrió el camino de la innovación en la poesía peruana con sus libros La canción de las figuras (1916) y Simbólicas (1911), próximos al simbolismo y que reflejaban su mundo interior mediante imágenes oníricas, con las que reacciona contra la retórica y el formalismo modernistas.

#### Vanguardismo

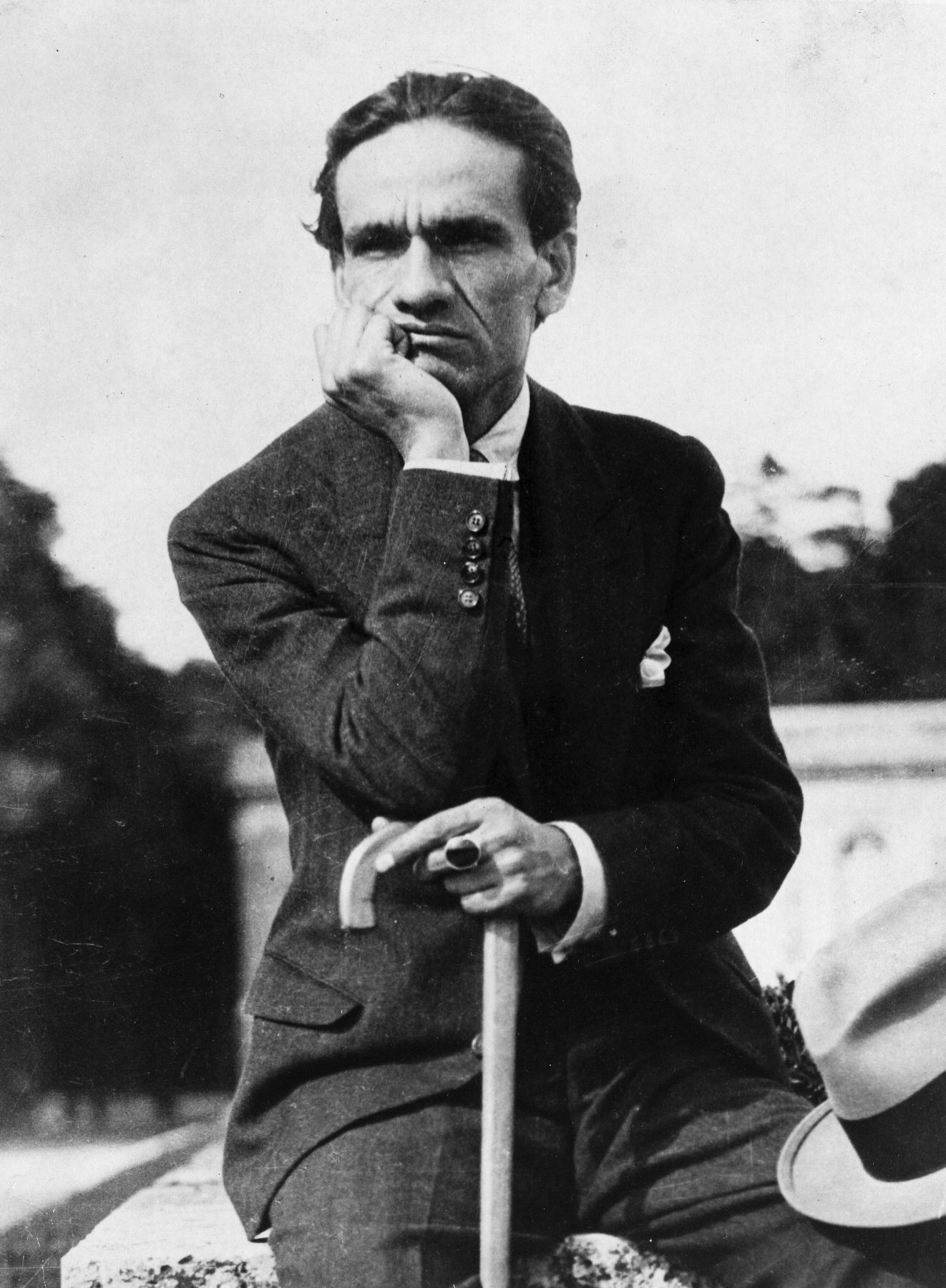
Vallejo, modernista en Los Heraldos Negros y vanguardista en Trilce.

Hasta 1920 el modernismo era la tendencia dominante en el cuento y la poesía, pero desde 1915 la vanguardia literaria hizo tímidamente su entrada en la musa nacional. César Vallejo, con sus obras fuertemente innovadoras en el lenguaje centradas en la angustia y en la condición humana, pertenece a este período, en el que también aparecieron los poetas Alberto Hidalgo, Alberto Guillén, Xavier Abril, Carlos Oquendo de Amat, Luis Valle Goicochea, Martín Adán, Magda Portal y los surrealistas César Moro y Emilio Adolfo Westphalen.
El escritor más importante del momento es Abraham Valdelomar, quien en su breve vida cultivó el cuento, la novela, el teatro, la poesía, el periodismo y el ensayo. Sobresalen sobre todo sus relatos, que narran con bastante ternura historias de las ciudades provincianas y, en menor medida, de Lima o cosmopolitas. En 1916 fundó la revista Colónida que agrupó a varios jóvenes escritores y que, a pesar de su breve existencia (se publicaron solo cuatro números), abrió el camino para la entrada de nuevos movimientos como la vanguardia en la literatura peruana.
Otros autores, que junto con Valdelomar inauguran el cuento en el Perú fueron Clemente Palma, que escribió relatos decadentes, psicológicos y de terror, influido por el realismo ruso y por Edgar Allan Poe; y Ventura García Calderón, quien mayormente escribió cuentos exóticos sobre el Perú. También se encuentran Manuel Beingolea, Manuel Moncloa y Covarrubias, Cloamón, y Fausto Gastañeta.
En el teatro, con escasas obras de valor en este período, figuran las comedias del poeta festivo Leonidas Yerovi y, posteriormente, las obras de denuncia social y cariz político de César Vallejo, que pasaron mucho tiempo antes de ser publicadas o representadas. Ya en los años 1940 la influencia tardía del modernismo y del teatro poético se reflejará en las obras de Juan Ríos, a las que se les ha criticado su excesiva retórica poética, generalmente ambientadas en tiempos remotos o en leyendas y que buscan ser un referente general del hombre.

#### Indigenismo
En el Perú el tema principal de la literatura indigenista era el indio, cuyo predominio en la literatura se había iniciado en los años 1920 y 1930, primero con los cuentos de Enrique López Albújar y más tarde con las novelas de Ciro Alegría: La serpiente de oro (1935), Los perros hambrientos (1939) y El mundo es ancho y ajeno (1941). Así empezó la interesante controversia sobre indigenismo e indianismo, vale decir, sobre la cuestión de que no sean los mismos indios quienes escriban sobre su problemática. Esta corriente literaria alcanzó su máxima expresión en la obra de José María Arguedas, autor de Agua, Yawar Fiesta, Diamantes y pedernales, Los ríos profundos, El Sexto, La agonía de Rasu Ñiti, Todas las sangres y El zorro de arriba y el zorro de abajo, y quien debido a su contacto con los indígenas en la infancia, pudo asimilar como propias su concepción del mundo y experiencias.

#### Generación del 50
La modernización de la narrativa peruana comienza con la Generación del 50, enmarcada políticamente con el golpe del general Manuel A. Odría en 1948 y las elecciones de 1950 en las que se autoelige presidente. Durante la década anterior había comenzado un movimiento migratorio del campo a la ciudad (preferentemente a la capital), que durante los años cincuenta se potencializa al máximo y resulta en la formación de barriadas y pueblos jóvenes, la aparición de sujetos marginales y desplazados socialmente. La literatura producida en este período estuvo influida notablemente por las vanguardias europeas; en particular, el llamado modernismo anglosajón de Joyce y en el ambiente estadounidense la obra novelística de Faulkner y la Generación Perdida. También influyó notablemente la literatura fantástica de Borges y Kafka. A esta generación pertenecen Julio Ramón Ribeyro, Carlos Eduardo Zavaleta, Eleodoro Vargas Vicuña, Mario Vargas Llosa, entre otros.
La Generación del 50 es un momento en el que la narrativa se vincula de forma muy fuerte con el tema del desarrollo urbano, la experiencia de la migración andina hacia Lima (un incremento drástico de la población a partir de finales de la década del 40). Muy relacionada con el cine neorrealista italiano, retrata la urbe cambiante, la aparición de personajes marginales y problemáticos. Entre los narradores más representativos resaltan Ribeyro con Los gallinazos sin plumas (1955); Enrique Congrains con las novelas Lima, hora cero (1954) y No una, sino muchas muertes (1957); Luis Loayza, cuya obra es breve y poco conocida; y Vargas Llosa, quien a fines de la década del 50 empezó a publicar sus cuentos, aunque sus magistrales novelas aparecerán a partir de la década de 1960.
Junto a los narradores, surge un grupo de poetas entre los que se destacan Alejandro Romualdo, Washington Delgado, Carlos Germán Belli, Francisco Bendezú, Juan Gonzalo Rose, Pablo Guevara. Estos poetas comenzaron a publicar su obra a partir de fines del 40, tal es el caso de Romualdo, luego lo harían Rose, Delgado, Bendezú, Belli. Guevara. Además, a este grupo lo unían no solo las relaciones personales, sino también la ideología, el marxismo y el existencialismo. Los poemas que escribieron adoptaron, desde una visión general, un tono protestatario y de compromiso social. Por ello, se reconoce al poema A otra cosa de Romualdo en el arte poética de la generación del cincuenta.
Esta generación reivindicó a César Vallejo como paradigma estético y asumió el pensamiento de José Carlos Mariátegui en calidad de guía intelectual. Los poetas Javier Sologuren, Sebastián Salazar Bondy, Jorge Eduardo Eielson, Antenor Samaniego, Blanca Varela, fueron conocidos como el grupo neovanguardista, que comenzó a publicar a fines de los años treinta (tal es el caso de Sologuren, luego vendrían los poemas de Salazar Bondy, Samaniego, Eielson, Varela). Mantuvieron relaciones personales en la revista Mar del Sur, dirigida por Aurelio Miró Quesada, de clara tendencia conservadora; y designaron a Emilio Adolfo Westphalen como guía poético. A esta situación histórico - literaria, habría que añadir el grupo de los llamados Poetas del pueblo, vinculados al partido aprista fundado por Víctor Raúl Haya de la Torre, integrado por Gustavo Valcárcel, Manuel Scorza, Mario Florián, Luis Carnero Checa, Guillermo Carnero Hoke, Ignacio Campos, Ricardo Tello, Julio Garrido Malaver, quienes reivindicaron como paradigma poético a Vallejo.
Durante ese decenio y el siguiente el teatro experimenta un período de renovación, inicialmente con las piezas de Salazar Bondy (generalmente comedias de contenido social) y más tarde con Juan Rivera Saavedra, con obras de fuerte denuncia social, influidas por el expresionismo y el teatro del absurdo. Durante estos años se dejará sentir con fuerza la influencia de Bertolt Brecht entre los dramaturgos.

#### Generación del 60
La Generación del 60 en poesía tuvo a representantes del calibre de Luis Hernández, Javier Heraud y Antonio Cisneros, Premio Casa de las Américas. Merecen citarse también César Calvo, Rodolfo Hinostroza y Marco Martos. Cabe señalar que Heraud fue el verdadero paradigma generacional, vinculado a la doctrina marxista y a la militancia política, mientras que Hernández y Cisneros, no. Como es fácil advertir, los coetáneos no constituyen movimiento generacional.
A esta generación pertenecen los narradores Oswaldo Reynoso, Miguel Gutiérrez, Eduardo González Viaña, Jorge Díaz Herrera, Alfredo Bryce Echenique y Edgardo Rivera Martínez.

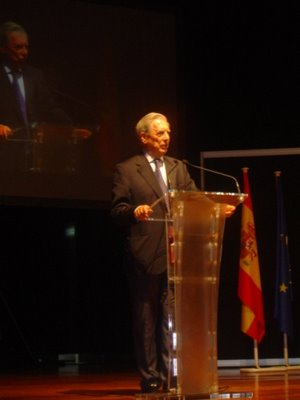
Mario Vargas Llosa en el acto fundacional de Unión Progreso y Democracia.

La narrativa y la poesía peruanas de fines de la década de 1960 no tuvieron tanto un carácter generacional como ideológico: la literatura era vista como un medio, un instrumento para crear una conciencia de clase. Eran los años del auge de la revolución en Cuba y en el Perú la mayoría de intelectuales ansiaban una revolución marxista que rompiera lo que ellos llamaban "el viejo orden oligárquico y feudal". Algunos escritores aspiraban a un proceso como el cubano (Heraud, por ejemplo, murió en mayo de 1963 en la selva peruana, integrando una columna que pensaba lanzar la lucha guerrillera), mientras que otros tenían sus propios modelos. En este periodo de intenso compromiso social al escritor le queda poco espacio para el compromiso con su propia obra. A fines de esta década surge el Grupo Narración, influido por el maoísmo y liderado por Miguel Gutiérrez y Oswaldo Reynoso, sumándose también Antonio Galvéz Ronceros y Augusto Higa, quienes editaron una revista con el mismo nombre, aunque tenían pensando llamarla Agua, evocando a José María Arguedas y las tensiones sociales que muestra el libro de ese título.

#### Generación del 70
Las primeras expresiones con características propias, de lo que se denominaría después Generación del 70, surgieron a fines de los años 60 con autores como Manuel Morales (1943-2007), autor de la plaqueta Peicen Bool (1968) y Poemas de entrecasa (1969); y Abelardo Sánchez León (Poemas y ventanas cerradas, 1969) que experimentaron con el coloquialismo popular.
Una de las primeras revistas que acogerá a las nuevas voces será Estación Reunida, en la que publican José Rosas Ribeyro, Patrick Rosas, Elqui Burgos, Tulio Mora, Óscar Málaga y otros. En 1963 irrumpió al escenario poético el movimiento de ruptura Gleba Literaria en los claustros de letras de la Universidad Federico Villarreal, siendo una voz contestataria del momento político que vivía el país, teniendo como fundador a Jorge O. Vega (1940-2017), albergando a otros poetas insurgentes como Manuel Morales, Carlos Bravo E, Ricardo Falla Barreda,Jorge Pimentel, Abdón Cabanillas, entre otros.  Con la aparición del movimiento Hora Zero y su revista homónima, en 1970, que esta generación sentará presencia en la escena cultural peruana. Lo fundaron Juan Ramírez Ruiz y Jorge Pimentel, estudiantes de la Universidad Nacional Federico Villarreal, y a sus filas también pertenecieron Enrique Verástegui, Carmen Ollé, Jorge Nájar, Mario Luna y Feliciano Mejía. Este último se alejaría definitivamente de Hora Zero en 1972. El autor intelectual del Manifiesto Palabras Urgentes, fue Juan Ramírez Ruiz, quien expresó su adhesión al marxismo-leninismo, la defensa a la revolución cubana, mostró su admiración por el Che Guevara, logrando que Pimentel también lo suscribiera.
Los primeros escritores galardonados con el importante premio Poeta Joven del Perú fueron José Watanabe (1945-2007), (Álbum de familia) y Antonio Cillóniz (Después de caminar cierto tiempo hacia el Este), que lo compartieron en 1970.
Además del coloquialismo popular como expresión poética, a la Generación del 70 también le caracterizará por su ruptura con la tradición literaria peruana anterior a ella y su radicalismo ideológico de izquierda, como prueba de lo citado, se halla la ratificación por mayoría generacional a tal compromiso literario, en el Congreso de Poetas celebrado en la ciudad de Jauja en abril de 1970.
Otra expresión importante de esta generación es el surgimiento de los poetas mágicos, neovanguardistas que retoman los experimentos dadaístas con César Toro Montalvo, Omar Aramayo, José Luis Ayala. La poesía de protesta social tendrá un destacado cultor en Cesareo Martínez. Fuera de los grupos destacan otras voces como la de Vladimir Herrera.
A partir de 1974 se produce un segundo momento en la Generación del 70 que se expresará en las páginas de revistas de muy limitada circulación como La Tortuga Ecuestre, Cronopios, Literatura, Auki, Tallo de Habas y algunas otras. Sus poetas, en alguna forma, tratan de tomar cierta distancia del coloquialismo característico de la primera etapa y se entregan más al cuidadoso cultivo de la forma. En este segundo momento aparecen, entre otras, las voces de Mario Montalbetti, Juan Carlos Lázaro, Carlos López Degregori, Luis La Hoz, Enrique Sánchez Hernani, Bernardo Rafael Álvarez, Armando Arteaga, Alfonso Cisneros Cox, Jorge Luis Roncal, Gustavo Armijos y Jorge Espinoza Sánchez.
De otro lado, con la publicación póstuma de un puñado de poemas de María Emilia Cornejo en la revista Eros, la poesía escrita por mujeres en el Perú inaugura un nuevo lenguaje, una nueva expresión de la problemática femenina. Destacarán la ya citada Carmen Ollé, Sonia Luz Carrillo, Rosina Valcárcel, Rosa Natalia Carbonell, entre otras.
Si bien la del 70 fue una generación fundamentalmente poética, no estuvo exenta de narradores. En los años iniciales de agitación literaria, al influjo de las modas importandas de la contracultura y los hippies, su narrador más visible fue Fernando Ampuero, quien con el tiempo desarrollará una importante y sostenida obra cuentística, novelística y periodística. Con menos atención de los medios, pero con obras no menos importantes, a esta generación también pertenecen los narradores Óscar Colchado, Cronwell Jara, Maynor Freyre, Zein Zorrilla, Luis Nieto Degregori, Enrique Rosas Paravicino.
En el teatro hace irrupción la creación colectiva frente a las obras de autor. El movimiento fue liderado por varios grupos teatrales surgidos en estos años, entre los que descuellan Cuatrotablas, encabezado por Mario Delgado, y Yuyachkani, por Miguel Rubio Zapata, ambos creados en 1971.
Merece destacarse la labor poética y la perseverancia, desde las provincias, de Alberto Alarcón, Houdini Guerrero, Emilio Saldarriaga, Segundo Cansino, Carmen Arrese, entre otros. En Arequipa, las revistas Ómnibus y Macho Cabrío marcaron una época. El grupo de poetas vinculado a la Universidad San Agustín (Oswaldo Chanove, Alonso Ruiz Rosas, entre otros) fue muy activo.

#### Décadas de 1980 y 1990
Con la década de 1980 viene el desencanto, el pesimismo: la llegada de una revolución comunista deja de ser una utopía, pero ya no se la espera con ilusión, es casi una amenaza. Es tiempo de la perestroika y los últimos años de la guerra fría. Además, la crisis económica, la violencia terrorista y el deterioro de las condiciones de vida en una Lima caótica y superpoblada contribuyeron al desánimo colectivo. En narrativa aparecen los primeros libros de cuentos de Alfredo Pita, Y de pronto anochece; de Guillermo Niño de Guzmán, Caballos de medianoche; y de Alonso Cueto, Las batallas del pasado, autores estos cuya obra literaria se desarrollará plenamente en años posteriores.
En poesía, surgen movimientos marginales, que ahondan la vertiente rebelde de la década anterior, como el Kloaka, liderado por Roger Santiváñez y Domingo de Ramos. Fundado hacia el final de 1982 y desaparecido en 1984, editó una antología: La última cena (1987). En contraste con las propuestas colectivas de aliento neovanguardistas (en general, de ruptura con el sistema político y el estético), surgen también individualidades notables vinculadas en su orígenes con estos, pero que rápidamente transitan a una poesía serena, de ritmos equilibrados y que se nutre de tradiciones artísticas fuertemente codificadas. El caso más notable es el de José Watanabe, poeta del 70 cuya mejor obra corresponde a este decenio y que será revalorada en el nuevo siglo. Otros poetas notables dentro de esta apuesta individualizadora de vertiente tradicional fueron Eduardo Chirinos, Raúl Mendizábal, José Antonio Mazzotti y Magdalena Chocano. En el mismo decenio afloran también los primeros y diversificados movimientos de poesía de mujeres. Están la línea feminista, dentro de la cual se destacan Carmen Ollé, Giovanna Pollarolo y Rocío Silva Santisteban, y otra más lírica, donde sobresale Rossella Di Paolo, además del intimismo irónico de Milka Rabasa. Cabe mencionar también a Patricia Alba, Mary Soto, Mariela Dreyfus y Dalmacia Ruiz-Rosas.
En la década de 1990, aparece una tendencia individualista que ahonda en la intención estética. En poesía donde surgen varios grupos o colectivos poéticos. En la narrativa, la fórmula que se impone es la denominada joven-urbano-marginal. En este campo, además de Jaime Bayly, que tiene preferencia por lo sensacionalista, sobresalen Óscar Malca con Al final de la calle (1993), Sergio Galarza con Matacabros (1996), Rilo con Contraeltráfico (1997), autores que cultivan el realismo sucio.
Por otra parte, aparecen algunos escritores que cultivan el esteticismo y cuya obra escapa a los moldes de su generación, entre ellos Iván Thays, con Las fotografías de Francés Farmer, y Patricia De Souza, con Cuando llegue la noche. En poesía destacan Montserrat Álvarez con Zona dark (1991), Xavier Echarri con Las quebradas experiencias (1993), Domingo de Ramos con Ósmosis (1996), Doris Moromisato, Odi González, Ana Varela, Rodrigo Quijano, Jorge Frisancho, Ericka Ghersi con "Zenobia y el Anciano" (1994), Rafael Espinosa, entre otros antologados en la polémica antología Poesía peruana siglo XX (2000) de Ricardo González Vigil (Universidad Católica).
Hacia el 2000, como señala Vigil en el tomo 14, Literatura, de la a Enciclopedia Temática del Perú de El Comercio, muestran un trabajo poético importante Lorenzo Helguero, Miguel Ildefonso, Selenco Vega, José Carlos Yrigoyen, Alberto Valdivia Baselli, entre otros. En el campo dramático descuellan Enrique Mávila y Mariana de Althaus, que se han caracterizado por la asimilación de diferentes tendencias teatrales contemporáneas. Y en el campo de la narrativa breve es singular la obra Fábulas y antifábulas, de César Silva Santisteban.
Simultáneamente, dos escritores del grupo Narración alcanzan su madurez durante este decenio: Oswaldo Reynoso y Miguel Gutiérrez, quienes regresan al Perú luego de una larga estadía en la China comunista, que los desengaña de sus aventuras políticas juveniles. Reynoso, autor del memorable libro de cuentos Los inocentes, pública sucesivamente la nouvelle En busca de Aladino y la novela Los eunucos inmortales, obras de prosa musical en las que se descarta el ideal de la lucha social de clase por la búsqueda de una utopía de belleza juvenil que resulte, no obstante, justiciera con los humildes. Gutiérrez, por su lado, sorprende a los lectores con una novela de más de mil páginas, La violencia del tiempo, saga familiar de la familia Villar, que se inicia con el primer Villar, desertor del ejército español que combatió contra los patriotas en la guerra de independencia, y termina con Martín Villar, narrador de la novela, que en los años sesenta ha optado por ser un profesor rural, tras estudiar en la oligárquica Universidad Católica. Novela histórica, de crecimiento, ensayo de crítica social y de interpretación histórica, La violencia del tiempo acusa el influjo de los grandes narradores latinoamericanos del siglo XX (Jorge Luis Borges, Juan Rulfo, Gabriel García Márquez y Mario Vargas Llosa), así como de los maestros de la novela del siglo XIX, en especial de Balzac, cuyo intenso y torvo cronicón de familia, La comedia humana, evoca con maestría singular.

### SigloXXI

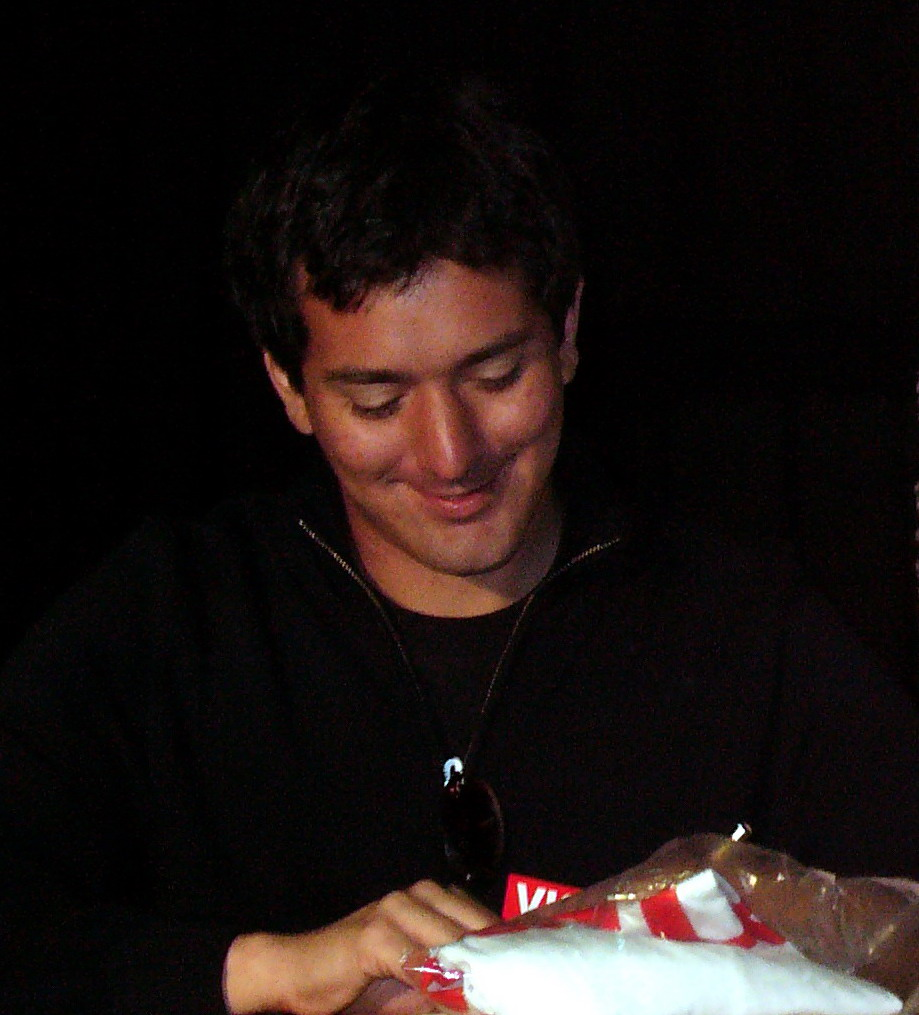
Santiago Roncagliolo firmando un autógrafo.

Con el cambio de siglo y en los primeros años de la década varios de los premios internacionales más importantes son entregados a escritores peruanos, algunos de ellos desconocidos hasta ese momento en el extranjero. A partir de ello, se plantea la posibilidad de un relanzamiento internacional de nuestras letras, las que habían menguado en presencia exterior durante las dos últimas décadas del siglo XX. De hecho, este repunte de las letras peruanas empieza en 1999, cuando la novela El cazador ausente, de Alfredo Pita, gana el premio Las dos orillas, concedido por el Salón del Libro Iberoamericano de Gijón (España). El libro de Pita fue de inmediato traducido y publicado en cinco países europeos. En 2001 Gustavo Rodríguez publica su primera novela, La furia de Aquiles, con la cual inicia un trabajo literario que le ha valido tener una progresiva consolidación y ser finalista en premios internacionales como el Herralde y el Planeta-Casamérica.  
Un año después, en 2002, un narrador ya consagrado, Alfredo Bryce Echenique, obtiene el Planeta con El huerto de mi amada, otorgado por la editorial homónima, la más poderosa de España y una de las mayores del mundo. El año siguiente, Pudor, segunda novela de Santiago Roncagliolo, queda entre las cuatro finalistas del Herralde y es luego publicada por Alfaguara en 2004 con una audaz operación de marketing. En 2005, Jaime Bayly, criticado por sus detractores por emplear la narrativa como complemento de su celebridad televisiva, es único finalista del Planeta. Ese mismo año Alonso Cueto logra el Herralde con La hora azul ; al siguiente Roncagliolo, con Abril rojo, obtiene el premio de novela otorgado por su casa editora y al subsiguiente la novela El susurro de la mujer ballena, de Cueto, queda finalista en la primera edición del Premio Planeta-Casa de América. Iván Thays, que ya había sido finalista del Rómulo Gallegos 2001, queda entre los finalistas del Herralde 2008 con Un lugar llamado Oreja de Perro. Finalmente, el Nobel de Literatura es entregado a Vargas Llosa en año 2010. En esta secuencia de acontecimientos puede, ciertamente, rastrearse la incorporación de numerosa literatura peruana al flujo de la circulación de las letras españolas en el mundo globalizado.
Aunque el fenómeno dio una nueva visibilidad relativa en el mundo de habla hispana a las letras nacionales, también es cierto que la internacionalización de estos escritores y su premiación significó el auge de una nueva literatura peruana limitada a determinados patrones reconocibles que favorecían la industria editorial globalizada. Desde esta perspectiva, las transnacionales de la literatura, que en los primeros años del siglo XXI asentaron sus filiales en Lima, exigieron a los escritores mejor conectados con el mercado editorial una mayor profesionalización que satisficiera los estándares de formatos básicos de escritura preestablecidos, en detrimento de una producción original. En este nuevo perfil profesional se pueden entender las novela de Jeremías Gamboa, Contarlo todo, y  Renato Cisneros, La distancia que nos separa. No obstante, dentro de una escena literaria animada por el crecimiento del mercado limeño del libro, las transnacionales también promovieron, de modo complementario, propuestas artísticamente innovadoras e incluso experimentales orientadas a públicos menos fascinados por los éxitos de best-sellers y afines a la discusión intelectual.
En paralelo al resurgimiento internacional y al reconocimiento de autores como los mencionados, en Perú en los últimos años también se desarrolla, como parte de la dinámica propia de un país multicultural, un proceso literario protagonizado por autores que sitúan su obra en los linderos de la cultura andina, rescatándola como forma artística producto de la especificidad de la nación peruana y su drama. Los escritores de esta tendencia reclaman, por un lado, la herencia de la obra de José María Arguedas y, por otro, denuncian la discriminación por parte de críticos y medios de comunicación de orientación "criolla", o culturalmente más afines con el sistema económico globalizado, que rige la administración de los llamados "bienes culturales". La disputa entre "andinos" y criollos se hizo patente a raíz de una serie de artículos agresivos publicados por ambos bandos luego de una primera descalificación mutua cuando se vieron las caras en un congreso de escritores peruanos en Madrid. Como consecuencia de la disputa pública, ganó visibilidad una nueva generación de escritores provincianos que continúa, en clave contemporánea e incluso posmoderna, la narrativa indigenista (y regionalista) de los años 40 (en particular surgen lazos con Alegría y Arguedas), con la obra de Manuel Scorza y con la narrativa regionalista y de ruptura de los años 70 (Eleodoro Vargas Vicuña, Carlos Eduardo Zavaleta, Edgardo Rivera Martínez, el grupo Narración). Se privilegia una reconstrucción del pasado a través de un proceso de ficcionalización de la historia, retomando un punto explotado por la nueva narrativa hispanoamericana y el boom. Así, si no son los primeros, son los que más ahondan en el tratamiento literario del proceso de la guerra interna (1980-1993). La inserción en el mercado literario nacional de estos escritores es, además, distinta a los narradores capitalinos, ya que la difusión de sus obras se realiza principalmente en provincias y a través de formas alternativas (ferias regionales, conciertos folclóricos, periódicos o revistas de tiraje limitado).
Es importante señalar, asimismo, el significativo crecimiento que ha experimentado el mercado editorial peruano en la primera década del siglo XXI, debido a la reducción de costos que ha significado la introducción de tecnología digital en el ámbito editorial, la vigencia de la Ley del Libro y el impulso del Plan Lector de Ministerio de Educación. Por un lado, han aparecido diversas editoriales independientes como Estruendomudo, Matalamanga, Atalaya Editores, Sarita Cartonera, Bizarro, Borrador Editores, [sic] libros, Mundo Ajeno, Tranvías, Lustra, Mesa Redonda, Casatomada, Editorial Arkabas, Gaviota Azul Editores, entre otras. Estas casas impulsaron la creación de la Alianza Peruana de Editores, gremio independiente afiliado a un movimiento global por la defensa de la bibliodiversidad. Entre las nuevas editoriales Estruendomudo, en especial, es responsable de la aparición y difusión de nuevos narradores y poetas elogiados por la crítica. Por el otro, uno de los mayores grupos del mundo de habla hispana, Planeta, inauguró en 2006 su filial en el Perú, dando un ulterior impulso a un mercado en el que ya operaban otros dos grandes grupos internacionales: Santillana (España) y Norma (Colombia); desgraciadamente, este último abandonó la ficción. Este pequeño boom editorial ha permitido que un número elevado de escritores nuevos publique sus primeros trabajos durante esta década, especialmente escritores jóvenes nacidos en la década de los 70.
En 2017 el Ministerio de Cultura del Perú retomó la convocatoria al Premio Nacional con el objetivo tanto de reconocer y posicionar en el mercado las obras de los autores nacionales, como de estimular la labor de la industria editorial del país.

## Premios Nobel
| Premios Nobel      |      |        | |
| Escritor           | Año  | Imagen | Cita |
| Mario Vargas Llosa | 2010 |        | «por su cartografía de las estructuras de poder y sus imágenes mordaces de la resistencia del individuo, la rebelión y la derrota». |